# HC Coyotes Plzeň
HC Coyotes Plzeň (celým názvem: Hockey Club Coyotes Plzeň) byl český klub ledního hokeje, který sídlil v Plzni v Plzeňském kraji. Založen byl v roce 1996, zanikl v roce 2014. V letech 2012–2014 působil v Plzeňské krajské soutěži – sk. B, šesté české nejvyšší soutěži ledního hokeje.
Své domácí zápasy odehrával na zimním stadionu Košutka s kapacitou 255 diváků.

## Přehled ligové účasti
Stručný přehled
Zdroj:
- 2010–2012: Plzeňská krajská soutěž – sk. A (5. ligová úroveň v České republice)
- 2012–2014: Plzeňská krajská soutěž – sk. B (6. ligová úroveň v České republice)

Jednotlivé ročníky
Zdroj:
Legenda: ZČ - základní část, červené podbarvení - sestup, zelené podbarvení - postup, fialové podbarvení - reorganizace, změna skupiny či soutěže
| Česko (2010 – 2014) |                                 |           |          |                                       |          |
| Sezóny              | Soutěž                          | Úroveň    | ZČ       | Play-off, nadstavba, sk. o udržení... | Poznámky |
| 2010/11             | Plzeňská krajská soutěž – sk. A | 5. úroveň | 5. místo |                                       |          |
| 2011/12             | Plzeňská krajská soutěž – sk. A | 5. úroveň | 9. místo | Zápas o 9. místo (prohra)             | Sestup   |
| 2012/13             | Plzeňská krajská soutěž – sk. B | 6. úroveň | 4. místo | Semifinále                            |          |
| 2013/14             | Plzeňská krajská soutěž – sk. B | 6. úroveň | 5. místo | Čtvrtfinále                           |          |